# Balcanas pliocaenica
Balcanas pliocaenica — викопний вид гусеподібних птахів родини качкових (Anatidae). Птах існував у пліоцені (5-4,5 млн років тому). Скам'янілі рештки знайдені в селі Дорково на заході Болгарії. Відомий лише з решток плечової кістки.